# تلمبه غفار پرویزی
تلمبه غفار پرویزی یک منطقهٔ مسکونی در ایران است که در دهستان ایزدخواست شرقی واقع شده‌است.